# شیپورزن بال‌خاکستری
شیپورزن بال‌خاکستری (نام علمی: Psophia crepitans) عضوی از خانوادۀ کوچک پرندگان به نام شیپوزنان است. در جنگل‌های بارانی آمازون شمالی و سپر گویان در مناطق گرمسیری آمریکای جنوبی یافت می‌شود. برخلاف دیگر گونه‌های شیپورزن‌ها، در شیپورزن بال‌خاکستری بخش دمگاه و پشت آن خاکستری است. 

## گالری

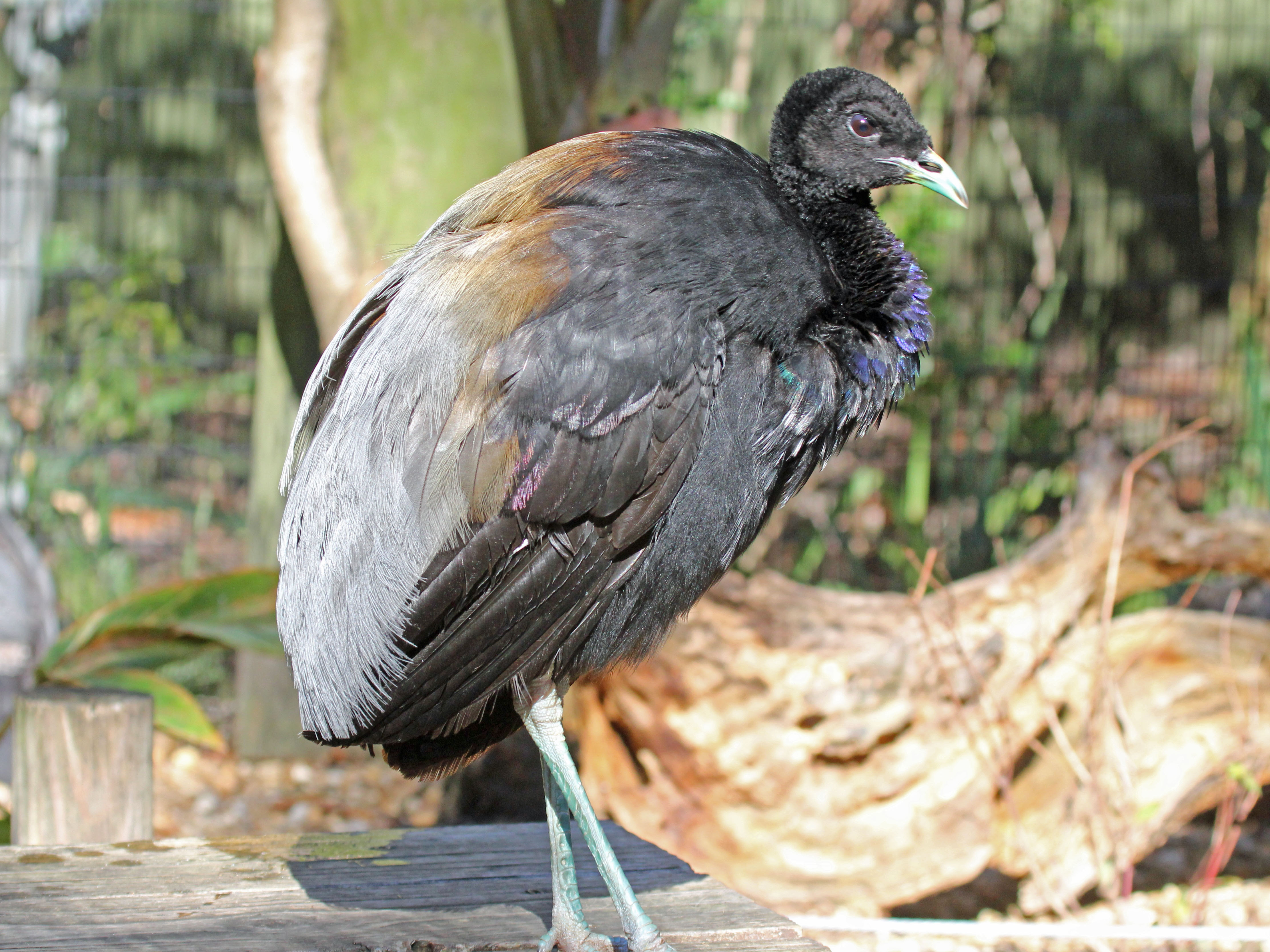
باغ وحش جکسونویل، فلوریدا
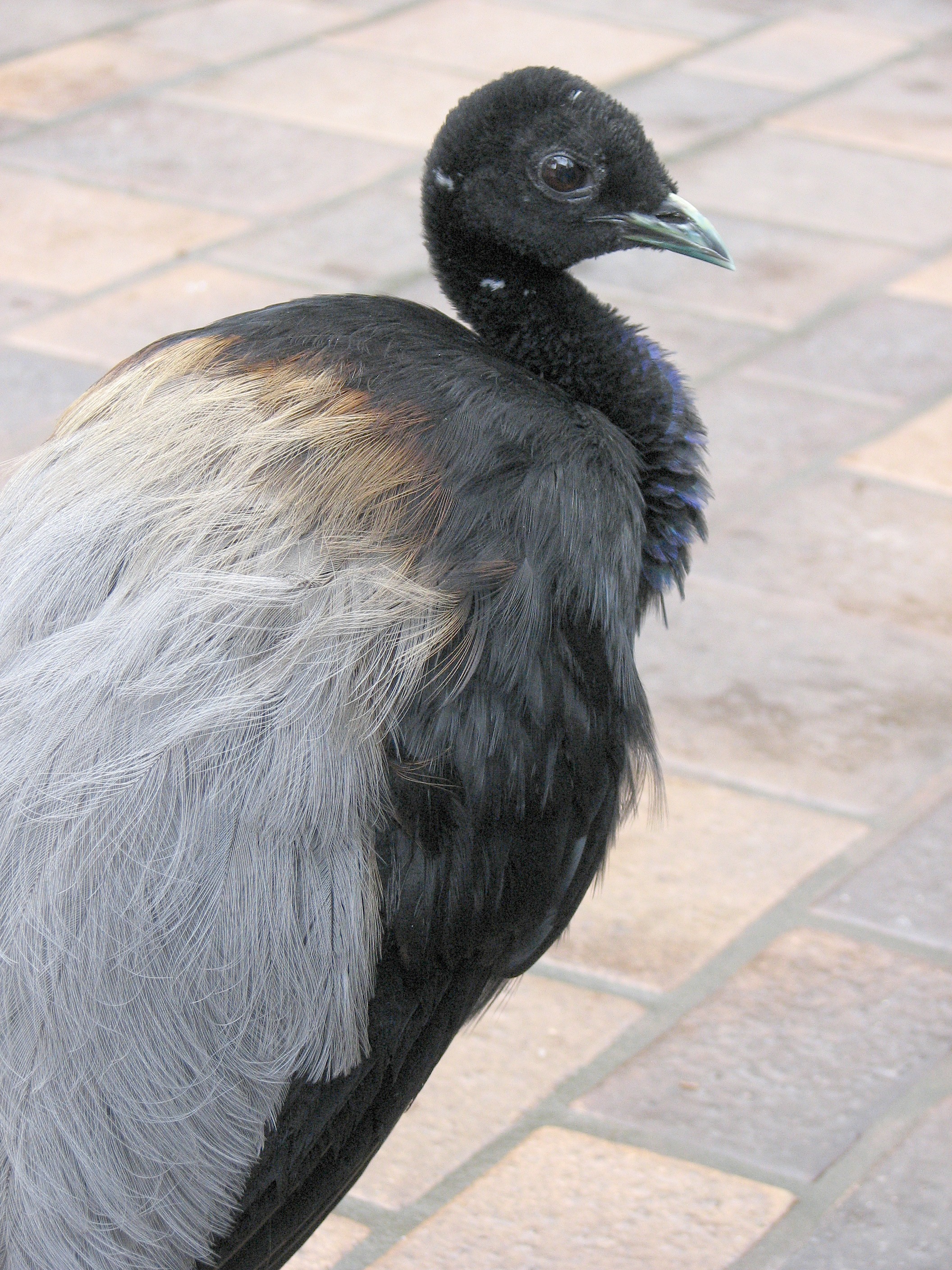
بال‌های خاکستری
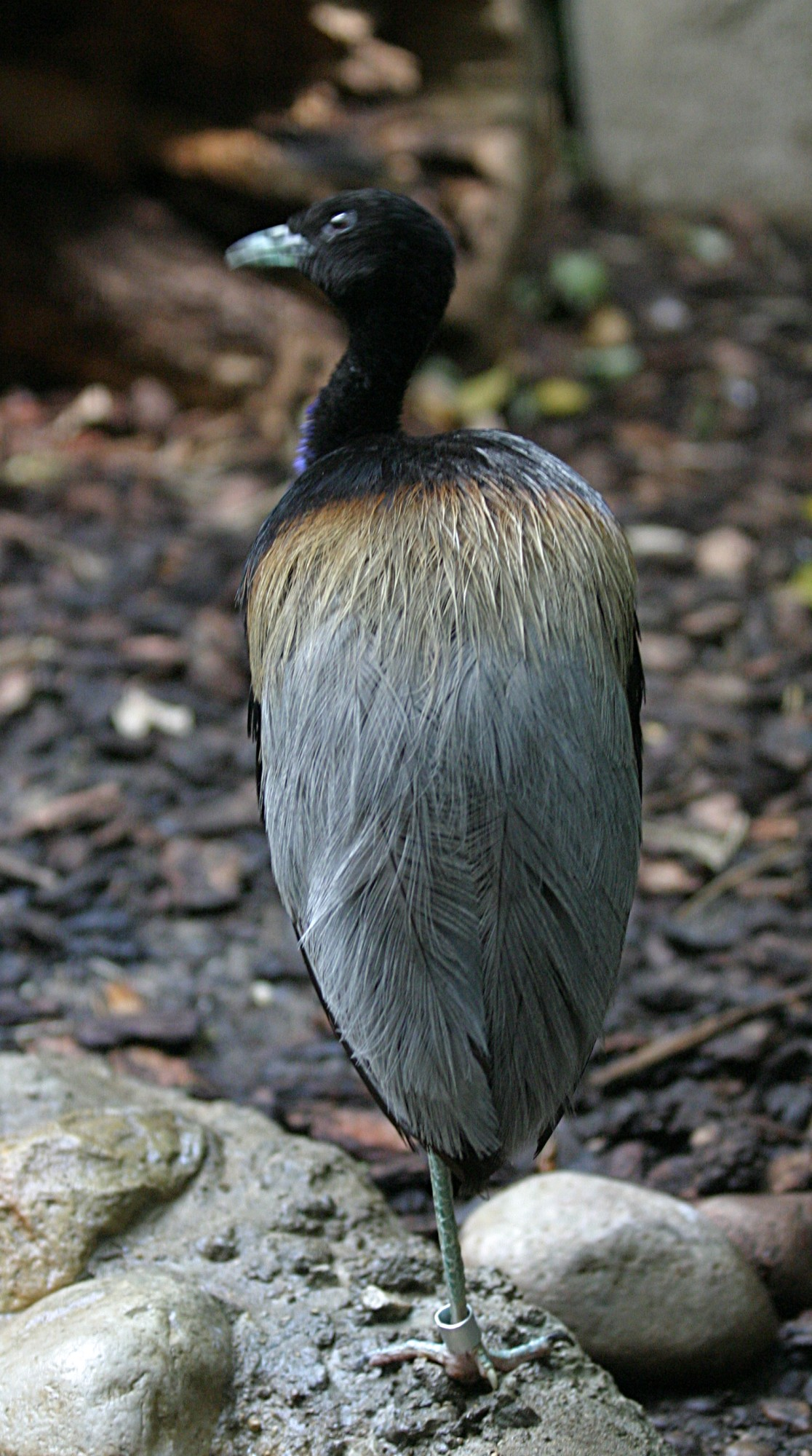
نمای دیگری از بال‌های پرنده
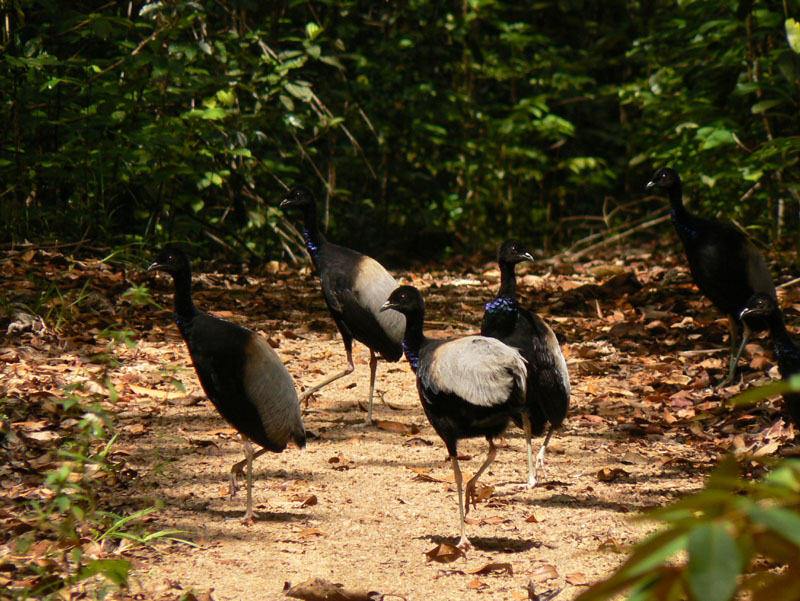
گروهی در گویان فرانسه